# Casa Howey

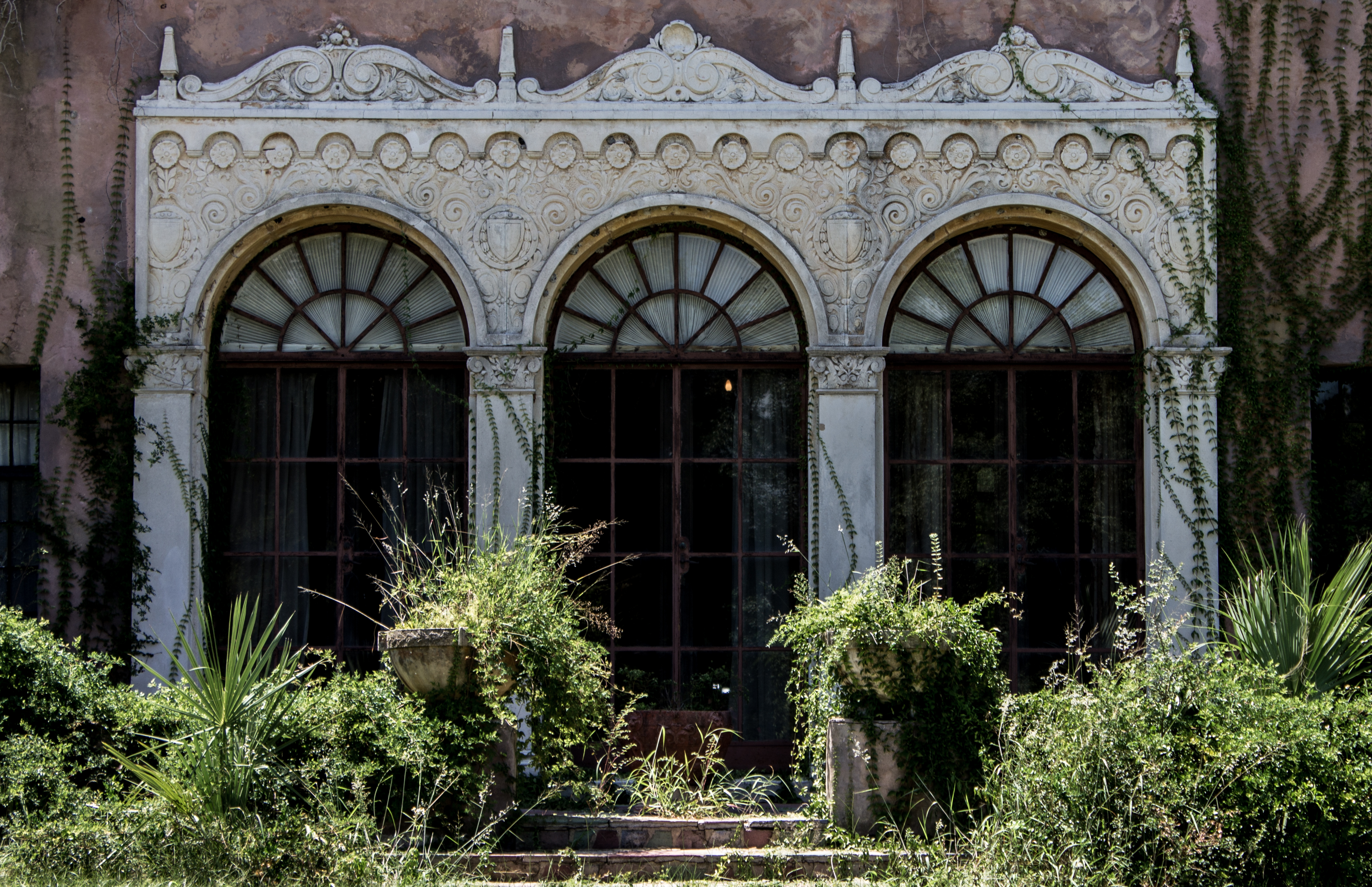
Casa Howey

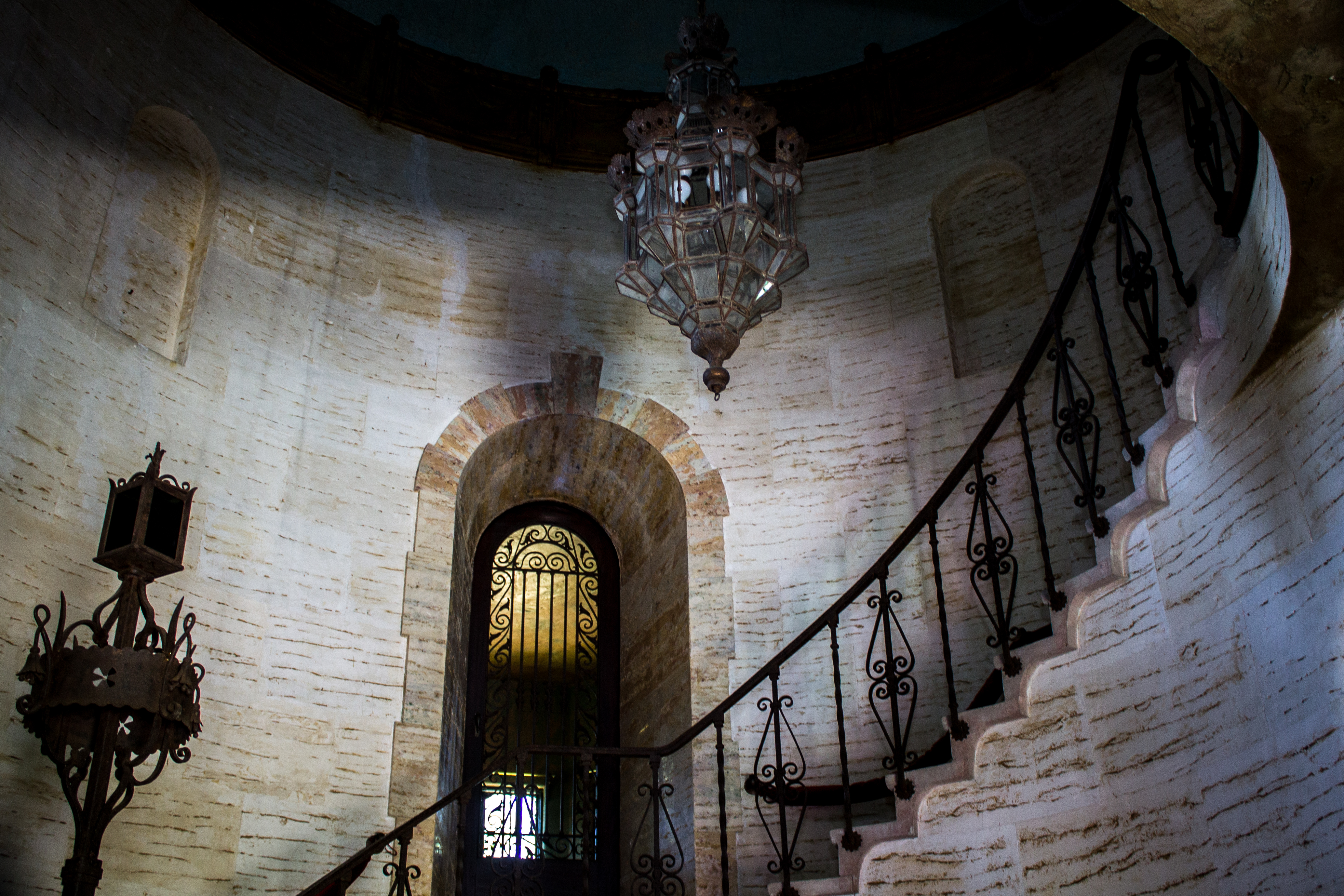
Casa Howey

La Casa Howey es una casa histórica localizada en Howey-in-the Hills, Florida, Estados Unidos.

## Historia
La casa fue diseñada por Katharine Cotheal Budd, la primera mujer miembro del capítulo de Nueva York del American Institute of Architects.
Fue encargada por el fundador de la comunidad de Howey-in-the-Hills, William J. Howey y su esposa, Mary Hastings Howey en 1924. Diseñada en estilo mediterráneo, consta de 20 habitaciones y está rodeada por un amplio parque de 15 acres. Las paredes son de estuco color rosa, el techo de tejas españolas. El edificio cuenta con detalles artesanales de refinamiento como puertas y pasamanos en hierro forjado. El vestíbulo tiene vitrales con un diseño de pavos reales realizados en vidrios multicolores. Hay tres inmensas chimeneas que calefaccionan la casa. 
Gran parte de los muebles fueron comprados de Marshall Fields en Chicago en el momento de la finalización de la casa. El diseñador de interiores Earl Coleman, que fue decorador de la mansión Ringling en Sarasota, ayudó a la selección de muebles y accesorios de iluminación para la casa de Howey.
Está localizada en Citrus Street. El 27 de enero de 1983, fue añadida al Registro Nacional de Sitios Históricos de Estados Unidos.